# SCAT Airlines

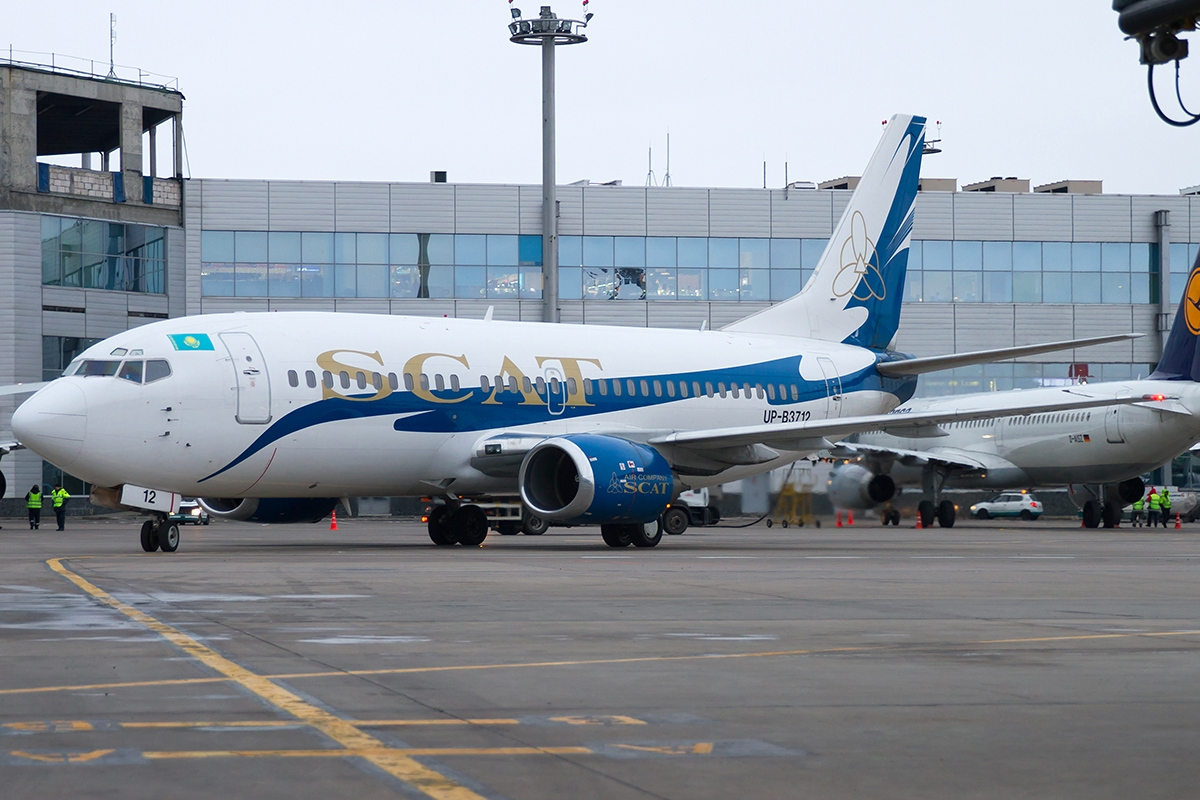
Boeing 737-300 linii SCAT Airlines

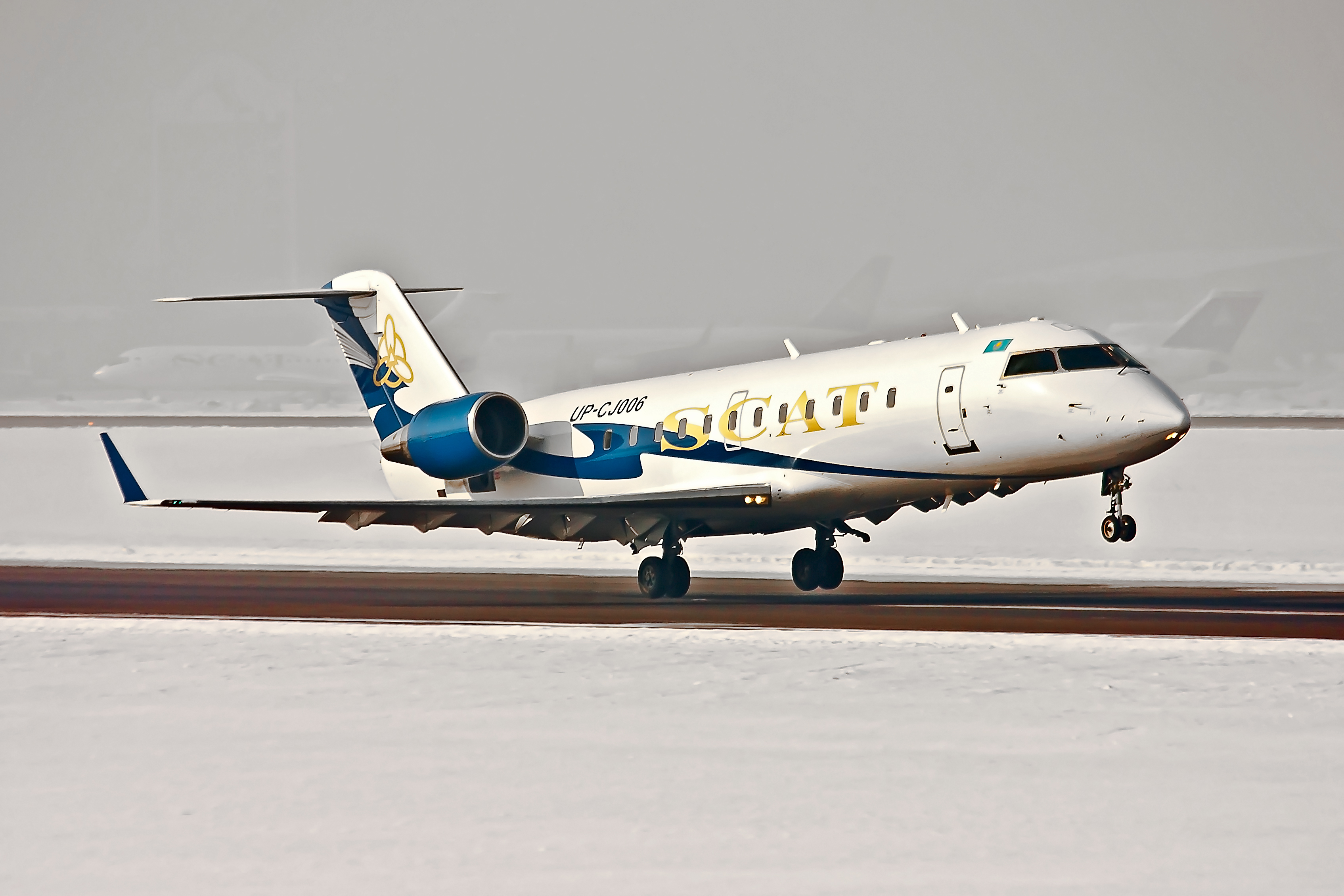
Bombardier CRJ-200 linii SCAT Airlines

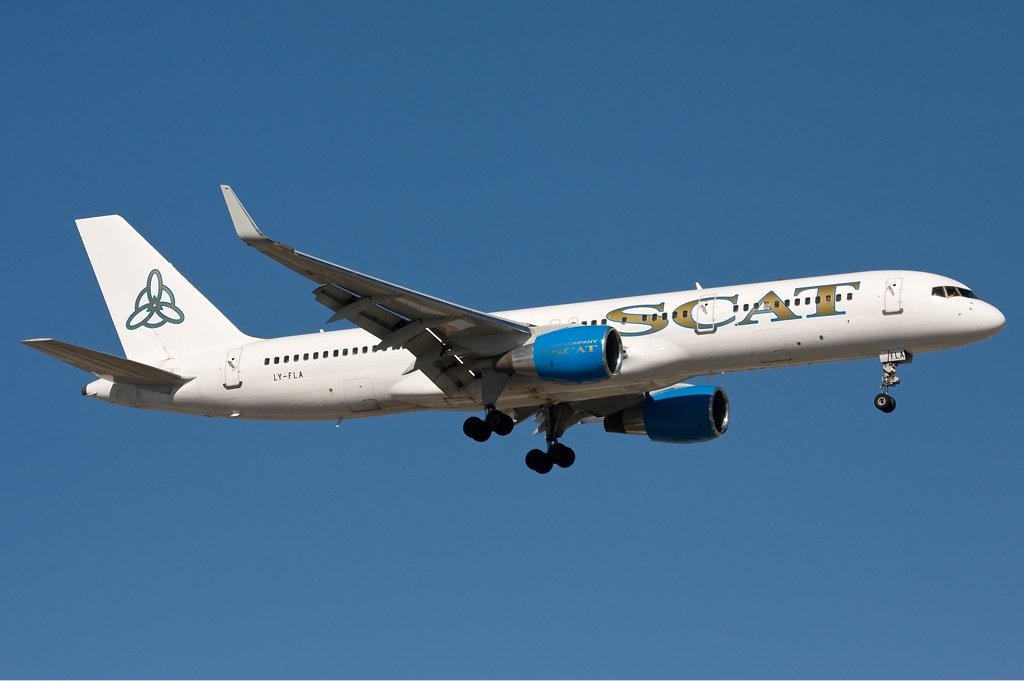
Boeing 757-200 linii SCAT Airlines

SCAT Airlines – kazachskie linie lotnicze z siedzibą w Szymkencie, głównym węzłem jest port lotniczy Szymkent.

## Kierunki lotów
- Armenia
  - Erywań
- Azerbejdżan
  - Baku
- Chiny
  - Urumczi
- Egipt
  - Szarm el-Szejk (Czarter)
- Gruzja
  - Tbilisi
- Kazachstan
  - Aktau
  - Aktobe
  - Ałmaty
  - Astana
  - Atyrau
  - Karaganda
  - Kokczetaw
  - Kustanaj
  - Kyzyłorda
  - Orał
  - Öskemen
  - Petropawł
  - Semej
  - Szymkent
  - Taraz
  - Ürżar
  - Żezkazgan
- Rosja
  - Astrachań
  - Czelabińsk
  - Jekaterynburg (od 31 października 2018)[1]
  - Krasnodar
  - Machaczkała
  - Mineralne Wody
  - Moskwa
  - Nowosybirsk
  - Omsk
  - Tomsk
  - Rostów nad Donem
  - Soczi
  - Wołgograd
- Tadżykistan
  - Duszanbe (od 2 listopada 2018)[2]
- Turcja
  - Antalya (Czarter)
  - Stambuł
- Ukraina
  - Kijów
- Uzbekistan
  - Taszkent
- Węgry
  - Budapeszt

## Flota
Na dzień 8 grudnia 2020 we flocie linii SCAT Airlines znajdują się maszyny:
- 5 Boeing 737-300
- 3 Boeing 737-500
- 1 Boeing 737-700
- 1 Boeing 737 MAX 8
- 3 Boeing 757-200
- 7 Bombardier CRJ-200 (4 w wersji ER, 3 w wersji LR)
- 2 Boeing 767-300

## Incydenty
- 29 stycznia 2013 lot 760 z Kokczetawu do Ałmaty obsługiwany przez samolot Bombardier CRJ-200 (UP-CJ006) uległ katastrofie podczas podchodzenia do lądowania na lotnisku w Ałmaty. Zginęli wszyscy na pokładzie – 16 pasażerów i 5 członków załogi.
- 16 czerwca 2015 samolot Boeing 737-300 (LY-FLB) częściowo spłonął podczas postoju w porcie lotniczym w Aktau. Powodem pożaru była eksplozja zbiornika z tlenem[4].